# Велика гнојиштарка
Велика гнојиштарка (лат. Coprinus comatus) је јестива гљива која је врло честа и масовна гљива травнатих, особито нагнојених терена (али никад директно на гноју). Најчешћа по градовима на новијим насадима, дуж блатњавих путева, уоколо навезеног гноја, у расадницима - али и дуж текућица, у сјени топола и врба, редовито у трави. Успјева свугдје, осим у медитеранском и субмедитеранском подручју.

## Капа
Капа или клобук велике гнојиштарке је величине од 5-10-(18) центиметара. Широка је, док је још нерастворена елипсоидно издужена у облику великог жира који пупи. Крај јој се заврће нагоре, тако да постаје мање-више звонолика. Покривена је цријеполико поређаним бијелим вунасто-влакнастим, већином ушиљеним љуспама, које се на тјемену спајају и срастају у цјеловит комад кожице боје љешника. И љуспе низ страну клобука постају од својих вршака смеђе. Основа је као снијег бијеле боје. Старењем цијела капа, почевши од краја, постаје најприје ружичаста, затим тамнољубичаста (лила) и на крају потамни до црног, претварајући се у текућину налик на тинту.

## Листићи
Листићи код велике гнојиштарке су улазно-слободни. Врло су густи, збијено стиснути. Широки су од 8-12 милиметара; бијели, потамне попут клобука и прелазе у "тинту". Оштица ј цијела, мало валовита и свјетлија због својих стерилних елемената.

## Отрусина
Отрусина код велике гнојиштарке је црна. 

## Стручак
Над дном су задебљани да би се у дну сузио у неколико корјенчића, кончасто-влакнастих као, рецимо, код ротквице. Свиленасто бијел и гладак, ломљив, с одебљом сочном кором. У језгри је цјевасто шупаљ. Прстен у облику овратника који код млађих као да притеже крај клобука уз стручак. Касније се све више спушта, понекад и до задебљања при дну. Једино се стручак не претвара у "тинту".

## Месо
Месо код велике гнојиштарке је танко, 3-4 пута тање од ширине листића, снијежно бијело, сочно и њежно. Старењем и стајањем, оно прво румени, па црни, прелазећи у "тинту". Укус је угодан а мирис освјежава.

## Микроскопија
Споре су црносмеђе, непрозирне, једино широки клини порус остаје hyalin; елипсоидне, понекад и мало цилиндричне: 10-16/6-8.5, с ћелијским зидом изразито дебелим, око пола микрона. Без cystida али по оштрици са стерилним, балонским напуханим елементима.

## Доба
IV-VI, IX-XII

## Јестивост
Цјењени деликатес. При самом врху по укусу. Ужива се само док није почела тамњети, чак ни руменити. Иако неки људи припремају као "црни рижот" и с уживањем једу кад је већ прешла у црну фазу. Најукуснија је пржена и као супа. Најбоље је припремати након брања, јер и потпуно млади, бијели примјерци прелазе у "тинту" већ након неколико сати стајања. Лако се може узгајати.

## Сличне врсте
Нечиста гнојиштарка, Coprinus cinereus Gray, сумњива је као отровна. Нешто мања, по клобуу се тешко разликује (једино што има јаче изражене радијалне урезе него љуспе), али зато има упадљив, различит коријен: дебео и дугачак; већином густо длакама и зрнцима пијеска обрастао. Расте директно на гноју, али и у пијеску дужином цеста, па и у шљунку код жељезничких пруга. Раније је носила име: Coprinus fimetarius.